# Johannes Zukertort
Johannes Hermann Zukertort (ur. 7 września 1842 w Lublinie jako Jan Hermann Cukiertort, zm. 20 czerwca 1888 w Londynie) – polsko-niemiecko-brytyjski szachista żydowskiego pochodzenia, jeden z najlepszych szachistów na świecie w II połowie XIX wieku.

## Życiorys
Do szkoły podstawowej uczęszczał w Lublinie, a potem w Piotrkowie, gdzie rozpoczął naukę w gimnazjum.  W 1855 roku rodzina Zukertorta przeprowadziła się z Lublina do Wrocławia, gdzie kilka lat później Zukertort podjął studia medyczne na Uniwersytecie Wrocławskim. Podczas studiów był uczniem Adolfa Anderssena, który wprowadził go w świat prestiżowych turniejów szachowych. W 1868 roku w Berlinie mistrz i uczeń rozegrali pierwszy oficjalny mecz, łatwo wygrany przez Anderssena 8½ – 3½, jednak już trzy lata później, również w Berlinie, Zukertort wziął rewanż, wygrywając 5 – 2.
W 1872 roku Zukertort spotkał się po raz pierwszy z Wilhelmem Steinitzem, przegrywając mecz w Londynie 3 – 9. Mimo tej porażki szachowy autorytet Zukertorta rósł wraz z dobrymi występami w kolejnych turniejach. Wielkim sukcesem zakończył turniej kołowy w Paryżu w 1878 roku, dzieląc w nim pierwsze miejsce z Szymonem Winawerem, którego pokonał w dogrywce 3 – 1 (Anderssen był szósty). W latach osiemdziesiątych wygrał serię meczów z czołowymi szachistami, m.in. dwa mecze w Londynie z Samuelem Rosenthalem (12½ – 6½) i Josephem Blackburnem (9½ – 4½). W 1883 roku wygrał kolejny bardzo silnie obsadzony turniej w Londynie, wyprzedzając Steinitza aż o 3 punkty. Na dalszych miejscach znaleźli się Blackburne i Michaił Czigorin.
Zukertort miał naturę ekstrawagancką, z tendencją do zmyślania i ubarwiania swojego życiorysu. Jak pisze Tomasz Lissowski, wiele elementów „legendy Zukertorta”,  w tym jego bohaterskie  wyczyny w kampaniach wojennych armii pruskiej,  było płodem fantazji samego mistrza. Jako szachista grał ostro i ofensywnie. 
W 1886 roku został zorganizowany oficjalny mecz o mistrzostwo świata pomiędzy Zukertortem i Steinitzem. Mecz odbył się w Nowym Jorku, Saint Louis i Nowym Orleanie. Rozpoczął się 11 stycznia, a zakończył 29 marca 1886 roku. Początek meczu zapowiadał łatwe zwycięstwo Zukertorta, który prowadził po pięciu partiach 4 – 1, jednak do końca meczu udało mu się wygrać tylko jedną i zremisować pięć partii. Ostatecznie Steinitz wygrał w stosunku 12½ – 7½ i został pierwszym oficjalnym mistrzem świata. Po tej przegranej siła gry Zukertorta znacznie osłabła. W rozegranym rok później meczu z Blackburnem przegrał 5 – 9. Uczestniczył również w silnych turniejach, ale ze znacznie mniejszym powodzeniem. Jak pisze Krzysztof Pytel, po przegraniu meczu Zukertort wpadł w depresję, stan jego zdrowia gwałtownie się pogorszył i w roku 1888 wskutek wylewu krwi do mózgu zmarł. Żył niespełna 46 lat.
Według systemu Chessmetrics najwyższy ranking osiągnął w lutym 1886 r., z wynikiem 2798 punktów zajmował wówczas pierwsze miejsce na świecie.
Wspólnym międzynarodowym wysiłkiem, z wydatnym udziałem instytucji polskich, dokonano w 2012 roku renowacji nagrobka Zukertorta na londyńskim cmentarzu Brompton. Sylwetce Zukertorta poświęcona jest książka Cezarego Domańskiego i Tomasza Lissowskiego „Arcymistrz z Lublina”.